# Безбородько Микола Іванович
Мико́ла Іва́нович Безборо́дько (27 листопада (9 грудня) 1883, Золотоноша, Полтавська губернія, Російська імперія — 7 травня 1942, Онезький ВТТ, Плєсецький муніципальний район, Архангельська область, РРСФР) — український радянський геолог і петрограф, доктор геолого-мінералогічних наук, професор, відомий дослідник Українського кристалічного масиву. 
Вперше (1935) склав стратиграфічну схему цього масиву, яка покладена в основу його сучасного стратиграфічного поділу. Приділяв значну увагу вивченню гранітоїдів України, дав їх типізацію і вперше склав петрогенетичну карту кристалічної смуги УРСР. 
Безбородько завідував відділом петрографії Інституту геологічних наук АН УРСР і кафедрою мінералогії та петрографії Київського університету, склав підручник з методики визначення породотвірних мінералів, який і тепер є цінним посібником для петрографів.

## Твори
- Визначення мінералів під мікроскопом. — К.— X., 1937.
- Петрогенезис і петрогенетична карта кристалічної смуги України. — К., 1935.
- Монцоніти України. «Труди Українського науково-дослідчого геологічного інституту», 1934, т. 5, в. 2.